# Puisseguin-saint-émilion
Le puisseguin-saint-émilion est un vin rouge français d'appellation d'origine contrôlée produit sur le territoire de la commune de Puisseguin, dans le département de la Gironde.
L'appellation produit exclusivement du vin rouge, et si presque tous les cépages bordelais peuvent y être utilisés (cabernet sauvignon, cabernet franc, merlot, côt, etc.), c'est le merlot qui prédomine nettement.

## Histoire
Au tout début du XXe siècle, la surproduction et des pratiques douteuses ont comme conséquence la création des appellations d'origine. Dans le Libournais, les viticulteurs de Saint-Émilion essayent d'interdire à leurs collègues des communes voisines de vendre leurs vins sous le nom saint-émilion. Le 24 novembre 1921, le tribunal civil de Libourne limite l'aire d'appellation d'origine saint-émilion à l'ancienne juridiction, ce qui exclut Lussac, Montagne, Parsac, Puisseguin et Saint-Georges. Le même jour, le tribunal autorise les producteurs de ces communes à ajouter « Saint-Emilion » après le nom de leur commune pour la commercialisation des vins (confirmé par la cour d'appel de Bordeaux le 26 février 1923).
L'appellation est reconnue par le décret du 14 novembre 1936. La coopérative, regroupant des viticulteurs de Puisseguin et de Lussac, est fondée en 1938.
Le cahier des charges de l'appellation a été mis à jour en décembre 2011, puis en février 2021 et en août 2023.

## Vignoble
| \| Bordeaux Puisseguin-saint-émilion \| Localisation de l'appellation · au sein du vignoble de Bordeaux. |
| Bordeaux Puisseguin-saint-émilion                                                                        |

Le vignoble produisant le puisseguin-saint-émilion se situe dans le département de la Gironde, dans la partie du vignoble de Bordeaux appelée le Libournais, sur la rive droite de la Dordogne. Avec le vignoble de Montagne (produisant l'appellation montagne-saint-émilion), le vignoble de Puisseguin est dans le prolongement nord-est de Saint-Émilion sur la rive droite de la Barbanne. Avec les vignobles de Lussac (le lussac-saint-émilion) et de Saint-Georges (le saint-georges-saint-émilion), ils forment les « appellations satellites » du saint-émilion.
L'aire d'appellation se limite à la commune de Puisseguin, à l'exclusion du territoire annexé en 1989 lors du regroupement communal avec Monbadon (le tiers nord-est, produisant du francs-côtes-de-bordeaux). En 2005, l'aire de production du puisseguin-saint-émilion était de 753 hectares plantés en vigne ; en 2023, la surface revendiquée était de 709 ha.

### Géologie
Le substrat géologique est caractérisé, dans la partie centrale de la zone, par les terrains tertiaires aquitains d’origine marine représentés par un plateau calcaire à « Astéries », dont l’altitude atteint 100 mètres.
Le relief est le résultat de la destruction partielle de ces formations par les rivières (ruisseau de la Barbanne en particulier). Le coteau, au pied de la table calcaire, laisse apparaître la molasse du « Fronsadais », formation lacustre constituée d’une roche calcaire tendre à texture fine. Au nord et sur une frange à l’est et à l’ouest, cette assise disparaît, au profit d’un système détritique dénommé « sables et graviers du Périgord », dépôts lenticulaires caractérisés par une alternance de sables grossiers ou de graviers avec des intercalations d’argiles silteuses.
Sur le plateau calcaire, les sols sont argilo-calcaires de couleur rouge, peu épais, avec des faciès plus argileux sur la molasse du Fronsadais. Sur les formations détritiques, les sols présentent des textures sablo-argileuses ou sablo-limoneuses avec quelques graviers épars. Ce sont des sols souvent lessivés de fertilité faible,,.

### Encépagement
Traditionnellement, les puisseguin-saint-émilion sont des vins d'assemblage de différents cépages, les trois principaux étant le merlot N, le cabernet franc N (ou bouchet) et le cabernet sauvignon N. La répartition des cépages est la suivante :
- le merlot, c'est le cépage le plus représenté (près de 80 % de l'encépagement)[12]. C'est un cépage précoce de deuxième époque, il apprécie le caractère frais et humide des sols à texture argileuse. Il mûrit bien et apporte au vin de la couleur, une bonne richesse alcoolique, une bonne complexité ainsi que de la souplesse et de la rondeur en bouche.
- Le cabernet franc est essentiellement planté dans le Libournais, il représente près de 15 % de l'encépagement autour de Saint-Émilion. De précocité moyenne, il est plus utilisé sur les sols calcaires ou à texture un peu plus chaudes (sables et graves). Il apporte au vin une finesse aromatique légèrement épicée, une fraîcheur et une structure tannique, conférant au vin une grande aptitude de vieillissement.
- Le cabernet sauvignon représente environ 5 % de l'encépagement, c'est un cépage tardif particulièrement adapté aux sols chauds et secs (gravelo-sableux ou sols argilo-calcaires bien exposés). Il apporte au vin des notes épicées, complexes et une richesse tannique favorable à une conservation longue et harmonieuse.

Le cahier des charges de l'AOC puisseguin-saint-émilion permet également l'utilisation de trois autres cépages : le malbec N (ou côt) comme 4e cépage principal, la carménère et le petit verdot comme cépages accessoires. Parmi eux, seul le malbec est encore anecdotiquement utilisé. La carménère et le petit verdot ne peuvent, ensemble, pas dépasser 10 % de l'encépagement.

### Rendements
Le rendement maximum fixé par le cahier des charges est de 53 hectolitres par hectare, avec comme rendement butoir 65 hl/ha. Le rendement moyen en 2023 a été de 41 hl/ha.
Pour référence, la production en 2005 était de 34 648 hectolitres (un hectolitre = 100 litres = 133 bouteilles de 75 cl).
Les rendements moyens déclarés récemment sont :
| Année | Superficie (ha) | Production (hl) | Rendement (hl/ha) |
| ----- | --------------- | --------------- | ----------------- |
| 2019  | 736             | 34 086          | 46                |
| 2020  | 732             | 21 904          | 30                |
| 2021  | 723             | 31 068          | 43                |
| 2022  | 713             | 34 179          | 48                |
| 2023  | 710             | 29 312          | 41                |
| 2024  | 711             | 26 788          | 38                |

## Vins

### Hiérarchie des prix
Le prix de vente des vignes ayant droit aux quatre appellations satellites est officiellement en 2023 de 80 000 euros l'hectare en moyenne (variant entre 40 000 et 110 000), ce qui est en-dessous des prix pratiqués pour du saint-émilion, dont l'hectare est à 270 000 € (de 180 000 à 5 000 000), mais bien plus que pour un hectare de bordeaux rouge à 9 000 €/ha (de 4 000 à 17 000) ou de la terre agricole en Gironde qui est à une moyenne de 7 590 €/ha.
Pour une comparaison entre les appellations, on peut prendre les prix pratiqués (en € pour une tonneau de 900 litres) officiellement pour le calcul des fermages en 2023, qui fournissent une hiérarchie :
- 833,5 € (92,5 €/hl) pour du bordeaux rouge ;
- 1 098 € (122 €/hl) pour du côtes-de-bordeaux (dont castillon et francs) ;
- 2 008 € (223 €/hl) pour du lussac-saint-émilion ;
- 2 299 € (255,5 €/hl) pour du montagne-saint-émilion ou du saint-georges-saint-émilion ;
- 2 428 € (270 €/hl) pour du puisseguin-saint-émilion ;
- 3 708 € (412 €/hl) pour du saint-émilion ;
- 3 957 € (439,5 €/hl) pour du lalande-de-pomerol ;
- 9 230 € (1 025,5 €/hl) pour du pomerol.

Les prix dans le commerce sont évidemment bien plus élevés, variant considérablement en fonction du nom du producteur.

### Dégustation
Le puisseguin-saint-émilion développe un bouquet expressif où l'on sent fortement l'influence du merlot. Celle-ci se manifeste par des parfums bien marqués de fruits rouges mûrs, avec quelques notes de fruits à noyau. On peut rencontre aussi des notes de fraise, de cerise ou de prune, voire de menthe ou de figue sèche, mais également le cassis, la réglisse, le cuir, le sous-bois et une note assez surprenante de noix de coco.
La matière est moelleuse et charnue. Dans les vins les plus réussis, des arômes de fruits confits se fondent avec un bois bien dosé et des tanins puissants, ronds et longs.
Ce vin s'accorde avec la viande rouge (rôtie ou grillée) ou blanche, le gibier (à plumes) et les fromages (peu relevés).

### Liste de producteurs
- Château Beauséjour
- Château Branda
- Château Cassat
- Château Chêne-Vieux
- Château Clarisse
- Château des Laurets
- Château Lacabanne Duvigneau
- Château Lafaurie
- Château Langlais
- Château de Môle
- Château de Monbadon
- Château Rigaud
- Château Roc de Bernon
- Château du Rocher
- Château de Roques
- Château La Rose Mayat
- Château Saint-Clair
- Château La Vaisinerie
- Château Vieux Moulin De Roques
- Clos des religieuses
- Vignerons de Puisseguin-Lussac Saint-Émilion (cave coopé.)